# Aeroporto Adnan Menderes
L'aeroporto Adnan Menderes (IATA: ADB, ICAO: LTBJ) è un aeroporto turco situato a 18 km a sud di Smirne, popolosa città della Turchia centro-occidentale, capoluogo dell'omonima provincia e terza del Paese per numero di abitanti dopo Istanbul e Ankara.
La struttura è intitolata a Adnan Menderes, ex primo ministro. L'aeroporto è stato aperto nel 1987, e nel 2006, è stato costruito un nuovo terminal internazionale.